# Helosciomyza aliena
Helosciomyza aliena är en tvåvingeart som beskrevs av Malloch 1928. Helosciomyza aliena ingår i släktet Helosciomyza och familjen Helosciomyzidae. Inga underarter finns listade i Catalogue of Life.